# Чаки, Иштван
Граф Иштван Чаки (венг. István Csáky ; 14 июля 1894, Сигишоара, Королевство Венгрия, Австро-Венгрия — 27 января 1941, Будапешт, Венгрия) — венгерский политический, государственный и дипломатический деятель. Министр иностранных дел Венгрии (с 10 декабря 1938 по 27 января 1941 года). Юрист.

## Биография
Представитель графского рода Чаки потомков  польского короля Стефана Батория. Получил юридическое образование в Будапеште, позже окончил Императорскую консульскую академию в Вене. В 1920 он поступил на дипломатическую службу. После окончания Первой мировой войны был членом делегации независимого венгерского государства во время мирных переговоров, приведших к подписанию Трианонского договора в 1920 году. Работал в посольствах Венгрии в Ватикане, Бухаресте, Мадриде и Лиссабоне. Позже, в Министерстве иностранных дел Венгрии возглавлял пресс-службу.
Член партии национального единства. Крайний реакционер, И. Чаки полностью поддерживал режим Хорти. В области внешней политики стоял на реваншистских позициях и ориентировался сначала на Италию Муссолини, а затем, после прихода Гитлера к власти, — на Германию. В то же время он пытался лавировать, играя на англо-германских и германо-итальянских противоречиях.
После отставки министра МИДа Кальмана Каньи в декабре 1938 года был назначен на должность министра иностранных дел Венгрии в кабинете Белы Имреди. На этом посту активно содействовал развитию германской агрессии. Был в числе наблюдателей, принимавших участие в конференциях, на которых были подписаны Мюнхенское соглашение и Первый Венский арбитраж.
24 февраля 1939 года подписал протокол о присоединении Венгрии к «антикоминтерновскому пакту», а 20 ноября 1940 года — о присоединении к тройственному германо-итало-японскому пакту. Таким образом, Венгрия стала участницей блока агрессоров.

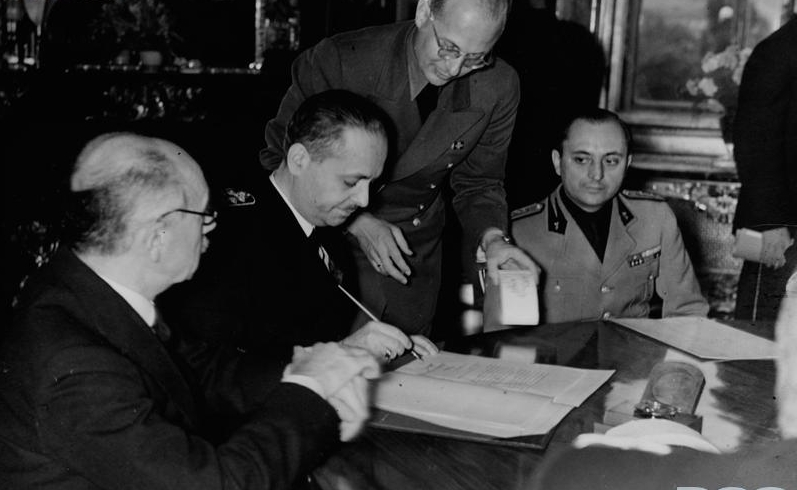
И. Чаки подписывает решения Второго Венского арбитража в 1940 г.

В августе 1940 года после провала венгеро-румынских переговоров о Трансильвании, Румынии был предъявлен германо-итальянский ультиматум с требованием передать Венгрии Северную Трансильванию.
Будучи министром сыграл важную роль в принятии решения Второго Венского арбитража, состоявшегося в сентябре 1940 года, по которому Венгрия получила территории общей площадью 43 492 км² с населением 2578,1 тыс. человек, при этом около 500 тыс. венгров остались на территории Румынии. В результате, отношения между Румынией и Венгрией ухудшились, а германо-венгерские связи укрепились.
Однако в этот момент И. Чаки произвёл очередную попытку сманеврировать и 12 декабря 1940 года подписал с правительством Югославии «Договор о вечной дружбе с королевством Югославия», рассматривавшийся его участниками как препятствие для германской агрессии на Балканах. После заключения этого договора германская дипломатия резко ухудшила своё отношение к И. Чаки.
В январе 1941 И. Чаки скоропостижно умер от отравления при невыясненных обстоятельствах. Его преемник германский ставленник П. Телеки весной 1941 принял требования Гитлера о допуске германских войск в Венгрию для подготовки военных операций против Югославии, что фактически означало односторонний разрыв венгеро-югославского договора.